# Ateuchus subquadratum
Ateuchus subquadratum är en skalbaggsart som beskrevs av Edgar von Harold 1868. Ateuchus subquadratum ingår i släktet Ateuchus och familjen bladhorningar. Inga underarter finns listade.